# Niittyjärvi
Niittyjärvi, en av sjöarna som ingår i Niittyjärvet, är en sjö i Finland. De ligger i kommunen Kuopio i landskapet Norra Savolax, i den centrala delen av landet, 400 km norr om huvudstaden Helsingfors. Niittyjärvi ligger 167 meter över havet. I omgivningarna runt Niittyjärvi växer i huvudsak blandskog. Arean är 27,7 hektar och strandlinjen är 3,38 kilometer lång. Sjön  ingår i Vuoksens huvudavrinningsområde. 